# Savannah (fleuve)
Pour les articles homonymes, voir Savannah.
Le fleuve Savannah (en anglais : Savannah River) est un des principaux cours d'eau du Sud-est des États-Unis. Il crée une frontière naturelle entre les États de la Géorgie et de la Caroline du Sud. Le Savannah arrose Augusta et de Savannah, deux villes de grande importance économique en Géorgie.

## Géographie
Long d'environ 560 kilomètres (350 miles), il délimite la majeure partie de la frontière entre les États de la Géorgie et de la Caroline du Sud; ces deux États sont séparés dans leur partie septentrionale par les rivières Tugaloo et Chattooga, des affluents du Savannah.
Le bassin versant du Savannah comprend le sud de la chaîne des Appalaches (en Caroline du Nord), et est limité à l'ouest par la ligne de partage des eaux orientale (Eastern Continental Divide). Dans sa partie inférieure (à partir d'Augusta et jusqu'à son embouchure à Tybee), le fleuve est navigable, mais ses fonds sablonneux sont mouvants et ont été la cause de plusieurs naufrages au XIXe siècle. Le cours inférieur du fleuve s'élargit finalement en un estuaire avant de se jeter dans l'océan Atlantique.
À son bras traversant la ville de Savannah, le fleuve reflue parfois sous l'effet de la marée, ce qui peut surprendre les visiteurs du centre-ville, qui voient l'eau couler dans le sens opposé à l'océan.

## Importance historique et économique
Le Savannah a joué un grand rôle dans le développement économique de la Géorgie, et deux villes ont été fondées sur ses berges au cours du XVIIIe siècle : Savannah qui est un port maritime sur l'océan Atlantique, et Augusta qui se trouve à la limite supérieure de la partie navigable du fleuve. Ces deux villes ont été tour à tour les premières capitales historiques de la Géorgie, avant Milledgeville et ensuite Atlanta, et contribuèrent à l'histoire de la culture du coton.
L'importance économique du fleuve Savannah est aussi due aux lacs (en général artificiels) qui se trouvent le long du fleuve, entre sa source et Augusta.
Dans les années 1950, le fleuve a acquis une nouvelle renommée lorsqu'une usine nucléaire (Savannah River Site) a été construite sur la rive de Caroline du Sud, juste en face d'Augusta.

## L'usine nucléaire de la Savannah River
Situé en Caroline du Sud et faisant partie de l'agglomération d'Augusta (611 000 habitants), en Géorgie, l'usine est un grand site industriel où les États-Unis ont travaillé la matière première des armes nucléaires. Cette matière est surtout le tritium, qui est un isotope radioactif de l'hydrogène particulièrement difficile à confiner car il percole au travers de la plupart des aciers et bétons. Il tend aussi à contaminer la nappe phréatique et le fleuve Savannah.
Sur ce site un bois de feuillus et de pins a été planté, les deux irrigués avec de l'eau tritiée pour limiter la contamination par le tritium d'un affluent du fleuve. Les arbres évapotranspirent efficacement vers l'atmosphère une partie du tritium, mais une autre partie est intégrée dans l'écosystème « forestier » : Les rongeurs piégés dans ce boisement contenaient en effet 34,86 Bq/mL, soit environ 1740 fois plus de radioactivité que les rongeurs échantillonnés sur un site-témoin proche (0,02 Bq/mL). Au début des années 2000, la teneur totale en tritium du corps des rongeurs capturés sur le site irrigué étaient positivement corrélés avec l'application du tritium et négativement corrélé avec les précipitations sur le site, ce qui laisse supposer qu'après les pluies du tritium est néanmoins emporté vers le fleuve ou la nappe d'accompagnement.

## Principaux affluents
Brier River

Broad River

Chattooga

Steven's Creek

Seneca

Tugaloo

## Voir également